# Stomacarus setiger
Stomacarus setiger är en kvalsterart som beskrevs av R. Martínez och Casanueva 1999. Stomacarus setiger ingår i släktet Stomacarus och familjen Acaronychidae. Inga underarter finns listade i Catalogue of Life.